# Liste der denkmalgeschützten Objekte in Michalovce
Die Liste der denkmalgeschützten Objekte in Michalovce enthält die 27 nach slowakischen Denkmalschutzvorschriften geschützten Objekte in der Gemeinde Michalovce im Okres Michalovce.

## Denkmäler
| Foto |                 | Denkmal / č. ÚZPF                                   | Standort / Konskr. Nr.                                         | Offizielle Beschreibung                                 | Beschreibung                                                                       | Metadaten                                                       |
| ---- | --------------- | --------------------------------------------------- | -------------------------------------------------------------- | ------------------------------------------------------- | ---------------------------------------------------------------------------------- | --------------------------------------------------------------- |
| ja   | Datei hochladen | Gräber und Grabsteine(sk) ObjektID: 807-1363/2      | Standort KG: Michalovce Konskr.Nr.:                            | sov.vojaci; 20 000 vojakov-padlí na vých.S              | für sowjetische Soldaten                                                           | č. NKP: 807-1363/2 Stand des NKP: Name: HROBY S NÁHROBNÍKMI     |
| ja   | Datei hochladen | Denkmal(sk) ObjektID: 807-1363/1                    | Standort KG: Michalovce Konskr.Nr.:                            | sov.armáda; Pomník padlým sov.armády                    | für die Gefallenen der Sowjetarmee                                                 | č. NKP: 807-1363/1 Stand des NKP: Name: POMNÍK                  |
| ja   | Datei hochladen | Mehrfunktionsgebäude(sk) ObjektID: 807-4113/0       | Gorkého ul. 1 Standort KG: Michalovce Konskr.Nr.: 2954         | nárožný; Maxim´s pub                                    | Eckhaus, Maxims Pub                                                                | č. NKP: 807-4113/0 Stand des NKP: Name: DOM POLYFUNKČNÝ         |
| ja   | Datei hochladen | Kino(sk) ObjektID: 807-4085/0                       | Gorkého ul. 4 Standort KG: Michalovce Konskr.Nr.: 2962         | nárožný; Kino Mier, Kino Capitol                        | Eckhaus,Kino Mier,Kino Capitol                                                     | č. NKP: 807-4085/0 Stand des NKP: Name: KINO                    |
| ja   | Datei hochladen | Kirche(sk) ObjektID: 807-62/0                       | Hollého ul. 2 Standort KG: Michalovce Konskr.Nr.: 745          | gr.k.Narodenia P.M.; k.Narod.Presvätej Bohorodičky      | griechisch katholische Kirche Mariä Geburt                                         | č. NKP: 807-62/0 Stand des NKP: Name: KOSTOL                    |
| ja   | Datei hochladen | Gedenkhaus(sk) ObjektID: 807-4419/0                 | Hrádok 1 Standort KG: Michalovce Konskr.Nr.: 2647              | Mousson Teodor Jozef; 1887-1946,maliar                  | Joseph Theodor Mousson, Maler                                                      | č. NKP: 807-4419/0 Stand des NKP: Name: DOM PAMÄTNÝ             |
| ja   | Datei hochladen | Begräbniskapelle(sk) ObjektID: 807-79/0             | Hrádok 3 Standort KG: Michalovce Konskr.Nr.: 2648              | r.k.sv.Antona Paduánskeho; mauzóleum manž.Sztárayovcov  | römisch-katholische Kapelle St. Antonius von Padua, Mausoleum der Eheleute Sztáray | č. NKP: 807-79/0 Stand des NKP: Name: KAPLNKA POHREBNÁ          |
|      | Datei hochladen | Gemeinschaftsgrab(sk) ObjektID: 807-1364/2          | Kollárova ul. KG: Michalovce Konskr.Nr.:                       | padlí vojaci v I.sv.v.; 2 masové hroby vojakov          | für die Gefallenen des WK I, 2 Massengräber von Soldaten                           | č. NKP: 807-1364/2 Stand des NKP: Name: HROBY SPOLOČNÉ          |
|      | Datei hochladen | Denkmal(sk) ObjektID: 807-1362/0                    | Kollárova ul. 0 KG: Michalovce Konskr.Nr.:                     | padlí vojaci sov.armády; padlí v okrese Michalovce      | für die gefallenen Sowjetsoldaten im Okres Michalovce                              | č. NKP: 807-1362/0 Stand des NKP: Name: POMNÍK                  |
|      | Datei hochladen | Denkmal(sk) ObjektID: 807-1364/1                    | Kollárova ul. KG: Michalovce Konskr.Nr.:                       | padlí v I.sv.v.; Pomník padlým v 1.sv.vojne             | für die Gefallenen des WK I                                                        | č. NKP: 807-1364/1 Stand des NKP: Name: POMNÍK                  |
| ja   | Datei hochladen | ehemalige Kirche(sk) ObjektID: 807-11437/1          | Kostolné nám. Standort KG: Michalovce Konskr.Nr.:              | skúmané,prezentované; rotunda                           | untersucht, freigelegt, Rotunde                                                    | č. NKP: 807-11437/1 Stand des NKP: Name: KOSTOL ZÁKLADY         |
|      | Datei hochladen | Friedhof neben der Kirche(sk) ObjektID: 807-11437/2 | Kostolné nám. KG: Michalovce Konskr.Nr.:                       | skúmané; príkostolný cintorín                           |                                                                                    | č. NKP: 807-11437/2 Stand des NKP: Name: CINTORÍN PRÍKOSTOLNÝ   |
|      | Datei hochladen | STUDŇA ObjektID: 807-11437/3                        | Kostolné nám. KG: Michalovce Konskr.Nr.:                       | skúmané; cintorínska studňa                             |                                                                                    | č. NKP: 807-11437/3 Stand des NKP: Name: STUDŇA                 |
| ja   | Datei hochladen | Schloss(sk) Schloss Michalovce ObjektID: 807-60/1   | Kostolné nám. 2 Standort KG: Michalovce Konskr.Nr.: 1          | solitér; Múzeum,Michalovský vodný hrad                  | Museum, Wasserburg Michalovce                                                      | č. NKP: 807-60/1 Stand des NKP: Name: KAŠTIEĽ                   |
| BW   | Datei hochladen | Schloss(sk) ObjektID: 807-60/2                      | Kostolné nám. 3 Standort KG: Michalovce Konskr.Nr.: 6          | solitér; Starý kaštieľ, Galéria                         | Galerie, altes Herrenhaus                                                          | č. NKP: 807-60/2 Stand des NKP: Name: KAŠTIEĽ                   |
| ja   | Datei hochladen | Pferdestall(sk) ObjektID: 807-60/3                  | Kostolné nám. 2 KG: Michalovce Konskr.Nr.: 1                   | solitér; koniareň                                       |                                                                                    | č. NKP: 807-60/3 Stand des NKP: Name: KONIAREŇ                  |
| ja   | Datei hochladen | Park(sk) ObjektID: 807-60/4                         | Kostolné nám. Standort KG: Michalovce Konskr.Nr.:              | Kerta, Park mieru                                       | Friedenspark                                                                       | č. NKP: 807-60/4 Stand des NKP: Name: PARK                      |
| ja   | Datei hochladen | Kirche(sk) ObjektID: 807-61/0                       | Kostolné nám. 8 Standort KG: Michalovce Konskr.Nr.: 4          | r.k.Narodenia P.M.                                      | römisch-katholische Kirche Geburt Mariä                                            | č. NKP: 807-61/0 Stand des NKP: Name: KOSTOL                    |
| ja   | Datei hochladen | Kirche(sk) Heilig-Geist-Basilika ObjektID: 807-63/0 | Masarykova ul. 37 Standort KG: Michalovce Konskr.Nr.: 1951     | gr.k.sv.Ducha; kláštor-redemptoristi                    | griechisch katholische Kirche zum Heiligen Geist, Redemptoristenkloster            | č. NKP: 807-63/0 Stand des NKP: Name: KOSTOL                    |
| ja   | Datei hochladen | Friedhofskapelle(sk) ObjektID: 807-11342/0          | Nálepku kpt. ul. Standort KG: Michalovce Konskr.Nr.:           | r.k.P.M.Ružencovej                                      | römisch-katholische Mariä Rosenkranzkapelle                                        | č. NKP: 807-11342/0 Stand des NKP: Name: KAPLNKA CINTORÍNSKA    |
| ja   | Datei hochladen | Gedenktafel mit Büste(sk) ObjektID: 807-4297/0      | Nálepku kpt. ul. 16 Standort KG: Michalovce Konskr.Nr.: 1070   | Horov Pavol; 1914-1975,básnik                           | für Schriftsteller Pavol Horov                                                     | č. NKP: 807-4297/0 Stand des NKP: Name: TABUĽA PAMÄTNÁ S BUSTOU |
| ja   | Datei hochladen | Hotel(sk) ObjektID: 807-4109/0                      | Osloboditeľov nám. 10 Standort KG: Michalovce Konskr.Nr.: 1001 | radový; Hotel U zlatého býka                            | Reihenhaus, ehem. Hotel zum Golden Stier                                           | č. NKP: 807-4109/0 Stand des NKP: Name: HOTEL                   |
| ja   | Datei hochladen | Bank(sk) ObjektID: 807-4111/0                       | Osloboditeľov nám. 15 Standort KG: Michalovce Konskr.Nr.: 945  | radový; Roľnícka banka,Knižnica,Legiob                  | Reihenhaus, Rolnikbank, Bibliothek, ?                                              | č. NKP: 807-4111/0 Stand des NKP: Name: BANKA                   |
| ja   | Datei hochladen | Bank(sk) ObjektID: 807-2266/0                       | Osloboditeľov nám. 21 Standort KG: Michalovce Konskr.Nr.: 1936 | nárožná; Zemplínske osvetové stredisko                  | Eckhaus, Zemplínske Kulturzentrum                                                  | č. NKP: 807-2266/0 Stand des NKP: Name: BANKA                   |
| ja   | Datei hochladen | Rathaus(sk) ObjektID: 807-4110/0                    | Osloboditeľov nám. 30 Standort KG: Michalovce Konskr.Nr.: 1015 | solitér; Mestský úrad                                   | Stadtverwaltung                                                                    | č. NKP: 807-4110/0 Stand des NKP: Name: RADNICA                 |
| ja   | Datei hochladen | Stadtpalais(sk) ObjektID: 807-4112/0                | Osloboditeľov nám. 68 Standort KG: Michalovce Konskr.Nr.: 1034 | nárožný; Hotel Bistro,Grand                             | Eckhaus, Restaurant                                                                | č. NKP: 807-4112/0 Stand des NKP: Name: PALÁC MESTSKÝ           |
| ja   | Datei hochladen | Denkmal(sk) ObjektID: 807-1361/0                    | Užhorodská ul. KG: Michalovce Konskr.Nr.:                      | padlí vojaci sov.armády; Pomník padlým vojak.sov.armády | für die gefallenen Soldaten der Sowjetarmee                                        | č. NKP: 807-1361/0 Stand des NKP: Name: POMNÍK                  |

## Legende
Die Tabelle enthält im Einzelnen folgende Informationen:
| Foto:                    | Fotografie des Denkmals. |
| Denkmal / č. ÚZPF:       | Die Übersetzung der Bezeichnung des Denkmals, wie sie vom Slowakischen Denkmalamt (Pamiatkový úrad Slovenskej republiky) verwendet wird. Die Originalbezeichnung ist unter dem Fragezeichen angegeben. Fehlt die Übersetzung, so wird die Originalbezeichnung direkt angezeigt. Weiters ist die Objekt-Identifikationsnummer (Objekt ID) angeführt. Sie ist die offizielle, in der Slowakei eindeutige Nummer č. ÚZPF inklusive der zugehörigen Zählnummer, wie sie in den Daten des Denkmalamtes angegeben wird. Da diese nur innerhalb eines Landkreises gezählt wird, ist dessen Nummer der Denkmalnummer vorangestellt. |
| Standort:                | Wenn in der Liste vorhanden, ist die Adresse angegeben. In Klammern kann sich noch eine zusätzliche Adresse befinden, wenn es beispielsweise ein Eckhaus ist. Bei freistehenden Objekten ohne Adresse (zum Beispiel bei Bildstöcken) ist eine Adresse angegeben, die in der Nähe des Objekts liegt. Durch Aufruf des Links Standort wird die Lage des Denkmals in verschiedenen Kartenprojekten angezeigt. Darunter sind die Katastralgemeinde (KG) und, wenn vorhanden, die Konskriptionsnummer (Konskr. Nr.) angegeben.                                                                                                   |
| Offizielle Beschreibung: | Es ist die Kurzbeschreibung auf Slowakisch, wie sie in den offiziellen Listen angegeben ist, eingetragen. |
| Beschreibung:            | Kurze Angaben zum Denkmal auf Deutsch. |
| Metadaten:               | Zusätzlich werden, wenn in den persönlichen Einstellungen das Helferlein Dauerhaftes Einblenden von Metadaten aktiviert ist, ebensolche angezeigt. |

- Karte mit allen Koordinaten:
- OSM |
- WikiMap